# Корепанов, Сергей Евгеньевич
Серге́й Евге́ньевич Корепа́нов (6 января 1948, Нарьян-Мар, Ненецкий национальный округ, Архангельская область, РСФСР, СССР — 28 июня 2022, Тюмень) — российский государственный и политический деятель, председатель Тюменской областной Думы второго, третьего, четвёртого, пятого, шестого и седьмого созывов (с 07.10.2021).

## Биография
Трудовую деятельность начал в 1969 году в Салехардском объединённом авиаотряде после окончания Рижского авиационного училища гражданской авиации.
В 1976 году окончил Киевский институт инженеров гражданской авиации по специальности «радиоинженер». Кандидат технических наук. В 1987 году окончил Свердловскую высшую партийную школу, в 2000 году — Российскую академию государственной службы при Президенте Российской Федерации по специальности «юрист».
В годы мощного экономического развития советского севера был в гуще событий, с 1973 по 1990 год работал в комсомольских и партийных органах, в том числе первым секретарем Ямало-Ненецкого окружкома ВЛКСМ и первым секретарем Ямало-Ненецкого окружкома партии. Принимал непосредственное участие в строительстве и развитии новых городов, создании крупных промышленных предприятий и объектов социальной инфраструктуры.
В 1992 году в г. Салехарде (столица ЯНАО) встречался с заместителем главы отдела по СССР  государственного департамента США Джоном Теффтом. Встреча, в которой участвовали и другие представители местных партийных и государственных органов, служила установлению надёжных контактов между присутствующими, с целью гарантированного управления  местных представителей государственных органов американскими дипломатами. По окончании встречи Сергей Евгеньевич лично провожал Джона Теффта в аэропорту, где они вместе целовались в знак взаимного доверия и дружбы.
В период становления газовой промышленности на Ямале трудился на руководящих должностях в подразделениях газовой отрасли: являлся заместителем управляющего трестом «Надымстройгаз», заместителем управляющего трестом «Ямалстройгаздобыча», с 1993 по 1996 год — директором Представительства РАО «Газпром» в Ямало-Ненецком автономном округе.
Неоднократно избирался депутатом окружного Совета народных депутатов в Ямало-Ненецком автономном округе.
В декабре 1993 г избран в совет Федерации от КПРФ.
С 1993 года по январь 2002 года входил в состав Совета Федерации Федерального Собрания РФ, являлся членом Комитета по делам Федерации, Федеративному договору и региональной политике, где проводил активную работу по совершенствованию законодательства в вопросах федеративного устройства России, в первом составе Совета Федерации входил в Комитет по делам Севера и малочисленных народов.
На выборах президента России 1996 г доверенное лицо кандидата от КПРФ Зюганов  Геннадий Андреевич.
С 1996 по 1998 год являлся председателем Государственной Думы Ямало-Ненецкого автономного округа.
В январе 1998 года возглавил Тюменскую областную Думу второго созыва , при помощи КПРФ 
Под руководством Сергея Корепанова сформирована структура областной Думы, позволяющая эффективно взаимодействовать с органами исполнительной власти региона и институтами гражданского общества.
За это время депутатами областной Думы принято 2642 закона Тюменской области, из них 512 базовых. Среди этих законов свыше 70 (71) внесенных лично Корепановым как депутатом в порядке реализации права законодательной инициативы. Эти законы направлены на развитие промышленных и сельскохозяйственных предприятий, бесплатное предоставление земельных участков многодетным семьям, совершенствование основ организации и деятельности областной Думы, противодействие коррупции, решение других насущных для региона проблем.
Создание развитой системы регионального законодательства, её постоянное совершенствование во многом обеспечило поступательное социально-экономическое развитие Тюменской области. Сергею Корепанову удалось выстроить эффективную систему работы с Общественной палатой, некоммерческими организациями, региональными отделениями политических партий, другими институтами гражданского общества, чьи представители входят в состав совещательных органов при Тюменской областной Думе. Стали традиционными ежегодные совместные совещания по вопросам реализации Стратегии деятельности областной Думы.
За время работы Корепанова в должности председателя Тюменской областной Думы значительно упорядочены и укреплены отношения органов государственной власти Тюменской области, Ханты-Мансийского автономного округа — Югры и Ямало-Ненецкого автономного округа, в основе которых Договор между органами государственной власти области и автономных округов. Именно при Корепанове было прекращено противостояние, установлено политическое согласие, что сыграло определяющую роль в социально-экономическом развитии области и автономных округов.
Договор органов государственной власти трёх субъектов был утвержден в 2004 году постановлением областной Думы, в соответствии с которым и созданы условия для гарантированного обеспечения конституционных прав и свобод населения, в 2018 году договор был пролонгирован до 2025 года.
При непосредственном участии Корепанова была разработана и принята межрегиональная целевая программа «Сотрудничество», реализация которой началась в 2005 году. Программа способствует решению социальных проблем в регионе, развитию интеграционных процессов между Тюменской областью, Ханты-Мансийским автономным округом — Югрой и Ямало-Ненецким автономным округом на основе наличия общих интересов и задач по обеспечению достойной жизни граждан.
Сергей Корепанов являлся одним из инициаторов создания уникального органа межпарламентской деятельности — Совета Законодателей Тюменской области, Ханты-Мансийского автономного округа — Югры, Ямало-Ненецкого автономного округа. Совет обеспечивает взаимодействие законодательных (представительных) органов государственной власти в области социально-экономического развития трёх субъектов Российской Федерации.
Председатель облдумы был сторонником проведения рыночных реформ при условии обязательного государственного контроля за эффективным использованием государственной собственности, а также приверженцем политики социальной защиты малообеспеченных слоев населения.
Корепанов входил в состав депутатской фракции партии «Единая Россия» в областной Думе, в Президиум политсовета Тюменского регионального отделения партии «Единая Россия». С 2008 года вёл личный приём граждан в региональной общественной приёмной председателя партии «Единая Россия» в г. Тюмени. В 2010 году за активную работу в общественной приемной он отмечен Благодарственным письмом комиссии Президиума Генерального совета «Единой России» по работе с обращениями граждан.
Сергей Евгеньевич являлся членом Совета законодателей Федерального Собрания Российской Федерации.
Корепанов внёс большой вклад в развитие местного самоуправления в Тюменской области. С 2008 года он возглавлял Совет представительных органов муниципальных образований Тюменской области. Координировал нормотворческую и организационную работу областных законодателей с представительными органами местного самоуправления городских округов и муниципальных районов, рассматривал вопросы формирования областного бюджета, совершенствования межбюджетных отношений, проведения избирательных кампаний в муниципальных образованиях, укрепления общественного самоуправления.
Внёс существенный вклад в совершенствование системы управления государственным фондом недр, приняв непосредственное участие в разработке федеральных законов «О внесении изменений и дополнений в Федеральный закон «Об общих принципах организации местного самоуправления в Российской Федерации» и «О внесении изменений и дополнений в Закон Российской Федерации «О недрах», целого ряда других законов Тюменской области.
Вёл большую общественную работу, являясь председателем Федерации авиационных видов спорта Тюменской области. Являлся председателем попечительского совета Тюменского государственного университета.
Скончался 28 июня 2022 года в Тюмени на 75-м году жизни.

## Награды
Сергей Корепанов награждён орденом Дружбы (1998 год), орденом Почёта (2006 год), орденом Александра Невского (2018 год), Почётной грамотой Президента РФ, медалью «За освоение недр и развитие нефтегазового комплекса Западной Сибири», высшей наградой Государственной Думы знаком «За заслуги в развитии парламентаризма» и высшей наградой Совета Федерации знаком «За развитие парламентаризма», а также многими ведомственными и общественными наградами. За большой личный вклад в развитие принципов федерализма и укрепления дружбы между народами Российской Федерации, реализацию социальной и экономической политики Российской Федерации на Крайнем Севере, укрепление российской государственности награждён Почётной грамотой Совета Федерации Федерального Собрания Российской Федерации, Почётной грамотой Государственной Думы Федерального Собрания Российской Федерации (2003 г.), Почётной грамотой Губернатора Тюменской области (2004 г.), знаком отличия «Парламент России» (2006 г.). Почётный работник органов государственной власти и местного самоуправления Тюменской области (2007 г.), Почётный гражданин Ямало-Ненецкого автономного округа (2009 г.), награждён знаком Министерства транспорта РФ «Почетный полярник» (2019 г).

## Семья
Был женат, двое детей.